# Samia (Gattung)

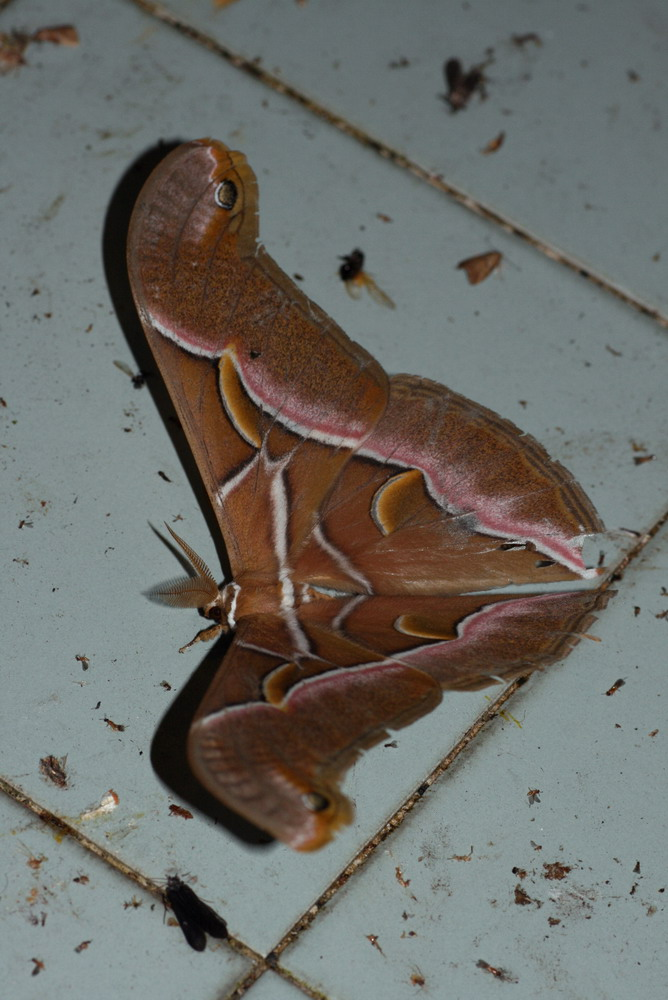
Samia tetrica

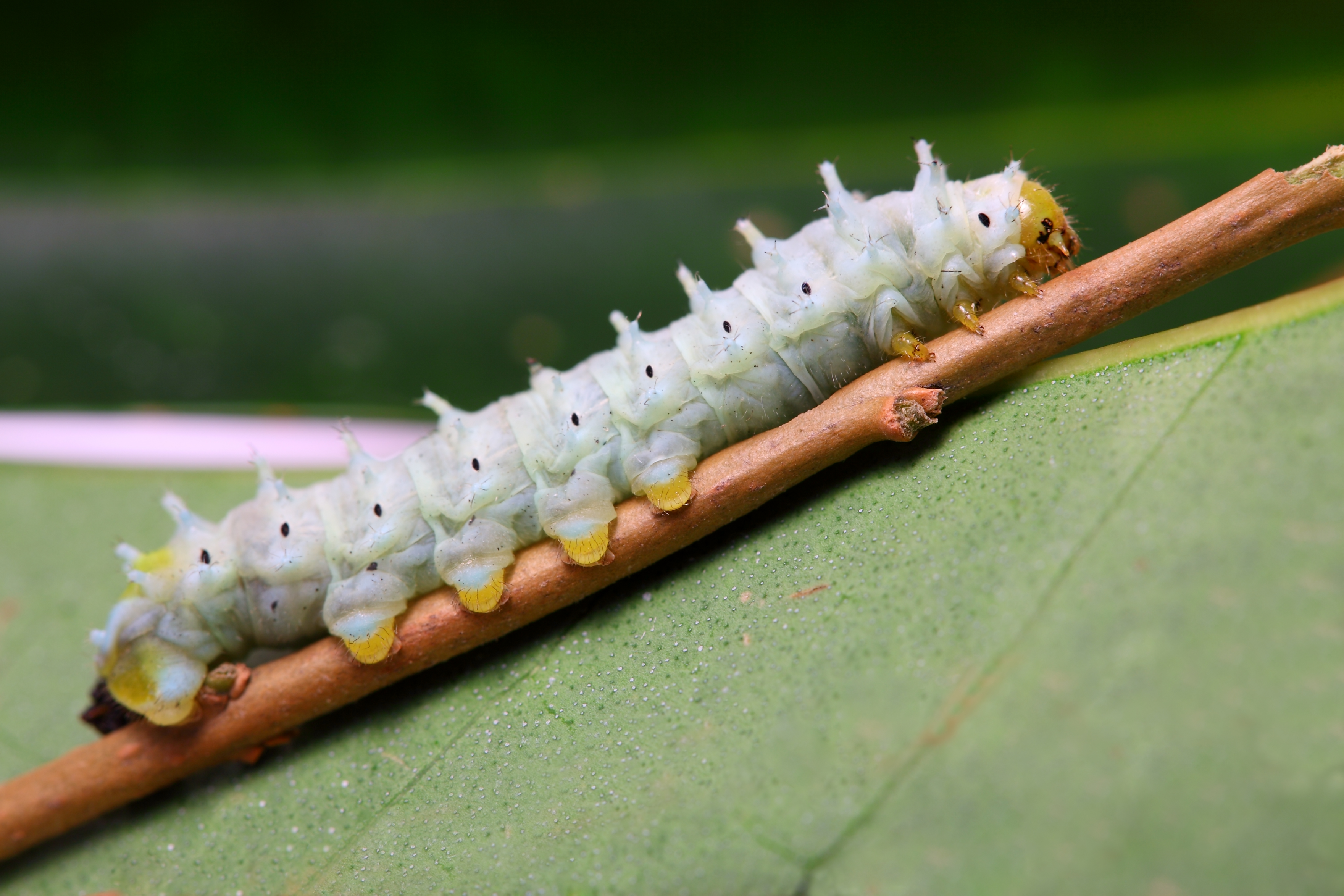
Raupe von Samia ricini

Samia (Syn. Philosamia) ist eine Gattung der Schmetterlinge aus der Familie der Pfauenspinner (Saturniidae). The Global Lepidoptera Names Index des Natural History Museum listet 10 Arten in dieser Gattung. Die Gattung wird gelegentlich in Literatur über die Seidenzucht Philosamia genannt. Samia cynthia und die verwandten Arten der Gattung Samia wurden lange Zeit in China zur kommerziellen Seidenzucht gezüchtet.

## Merkmale
Die großen Falter haben verhältnismäßig kleine Körper. Die Vorderflügel sind lehmgelb bis olivbraun. Sie tragen an der Vorderflügelbasis ein stark zum Körper hin gewinkeltes weißes Band, das außen schwarz gerandet ist. Das Band reicht bis zum Diskalbereich und mündet in einen langgestreckten Mondfleck. Dieser ist auf seinem zum Flügelvorderrand hin gerichteten Rand durchsichtig und dünn weiß begrenzt. Dahinter ist der Fleck breit lehmgelb ausgefüllt. Der Mondfleck trennt ein außen an ihn angrenzendes, weißes Diskalband in zwei leicht zum Körper hin gekrümmte Teile, die nach innen schwarz und nach außen rotviolett begrenzt sind. Die Falter, die Raupen und die Kokons haben Ähnlichkeit mit denen der nahe verwandten Gattung Attacus.

## Taxonomie und Systematik
Die Anzahl der Arten, die die Gattung umfasst, ist strittig. Es gibt Autoren die gehen davon aus, dass nur Samia cynthia der Artstatus zuzuerkennen ist. The Global Lepidoptera Names Index des Natural History Museum listet hingegen folgende Arten der Gattung:

## Vorkommen und Lebensweise
Die Gattung war ursprünglich asiatisch verbreitet. Die sehr anpassungsfähigen Tiere wurden für die Seidenzucht aber auch in Europa und Nord- und Südamerika eingeschleppt, wo mittlerweile entflogene Tiere stabile Populationen in freier Wildbahn gebildet haben, wie beispielsweise in Frankreich, Italien, Uruguay und den Vereinigten Staaten von Amerika.
- Samia cynthia (Drury, 1773)
- Samia vandenberghi Watson, 1915
- Samia pryeri Butler, 1878
- Samia walkeri Felder, 1862
- Samia tetrica (Rebel, 1923)
- Samia vaneeckei Watson, 1913
- Samia ceramensis Bouvier, 1928
- Samia canningi Hutton, 1860
- Samia insularis Vollenhofen., 1862
- Samia luzonica Watson, 1913

## Belege